# Distretto di Lucerna
Il distretto di Lucerna (Amt Luzern) è stato un distretto del Canton Lucerna, in Svizzera. Confinava con i distretti di Entlebuch a ovest, di Sursee a nord-ovest e di Hochdorf a nord, con il Canton Argovia (distretto di Muri) a nord, con il Canton Zugo a nord-est, con il Canton Svitto (distretti di Küssnacht, di Svitto e di Gersau) a est e con il Canton Nidvaldo e il Canton Obvaldo a sud. Il capoluogo era Lucerna. Comprendeva una parte del lago dei Quattro Cantoni e del lago di Zugo.
È stato soppresso il 31 dicembre 2012; dal 1º gennaio 2013 il suo territorio è confluito nel nuovo distretto di Lucerna Campagna tranne la città di Lucerna, che ha costituito il nuovo distretto di Lucerna Città.

## Comuni
Amministrativamente era diviso in 18 comuni:
- Adligenswil
- Buchrain
- Dierikon
- Ebikon
- Gisikon
- Greppen
- Honau
- Horw
- Kriens
- Lucerna (Luzern)
- Malters
- Meggen
- Meierskappel
- Root
- Schwarzenberg
- Udligenswil
- Vitznau
- Weggis

### Fusioni
- 2010: Littau, Lucerna  →  Lucerna